# EA-2192
EA-2192是VX神经毒剂的降解产物。它是极易溶于水且剧毒的白色固体。它是很强的乙酰胆碱酯酶抑制剂，毒性可和VX神经毒剂相比。